# Butter

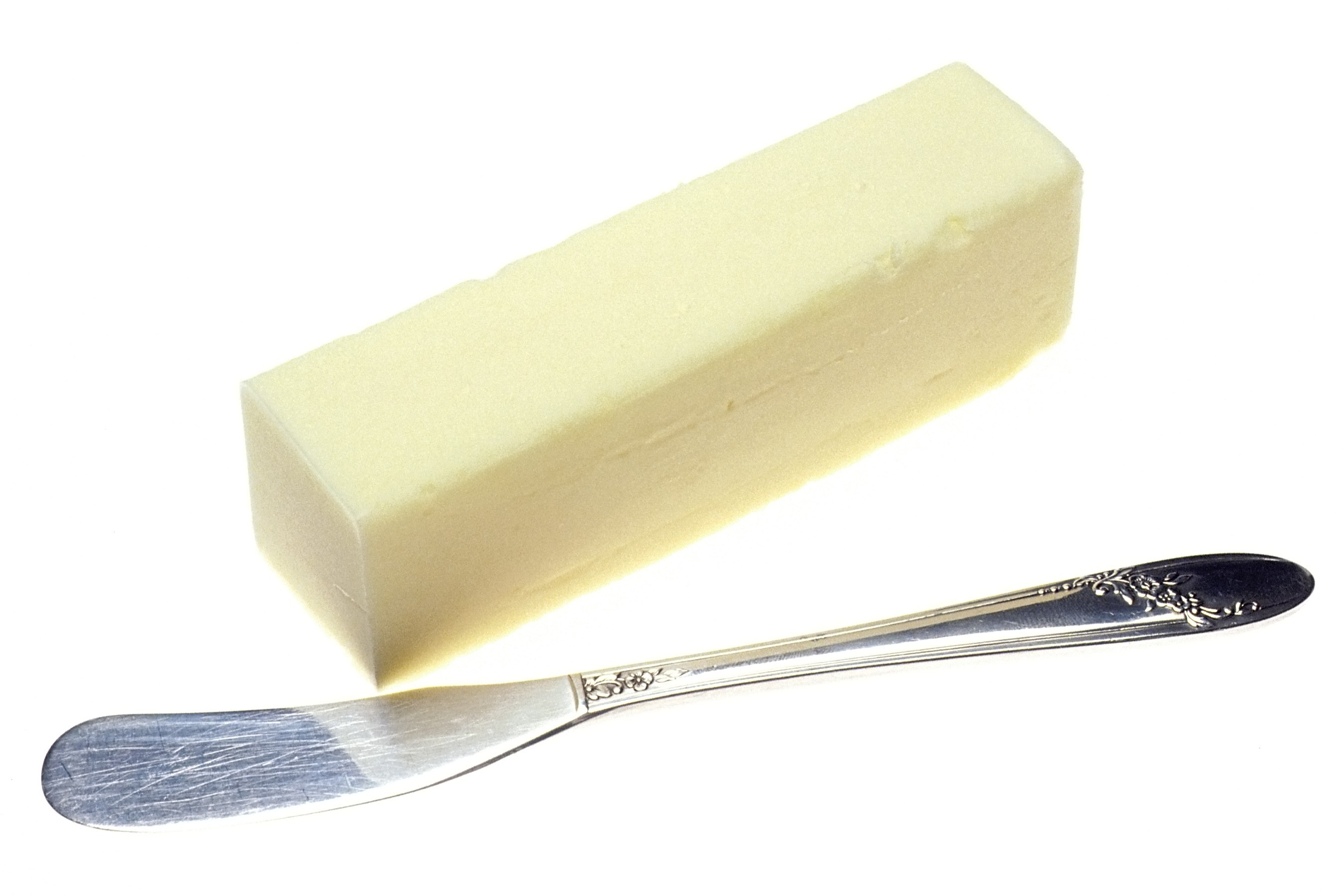
Butter mit Streichmesser

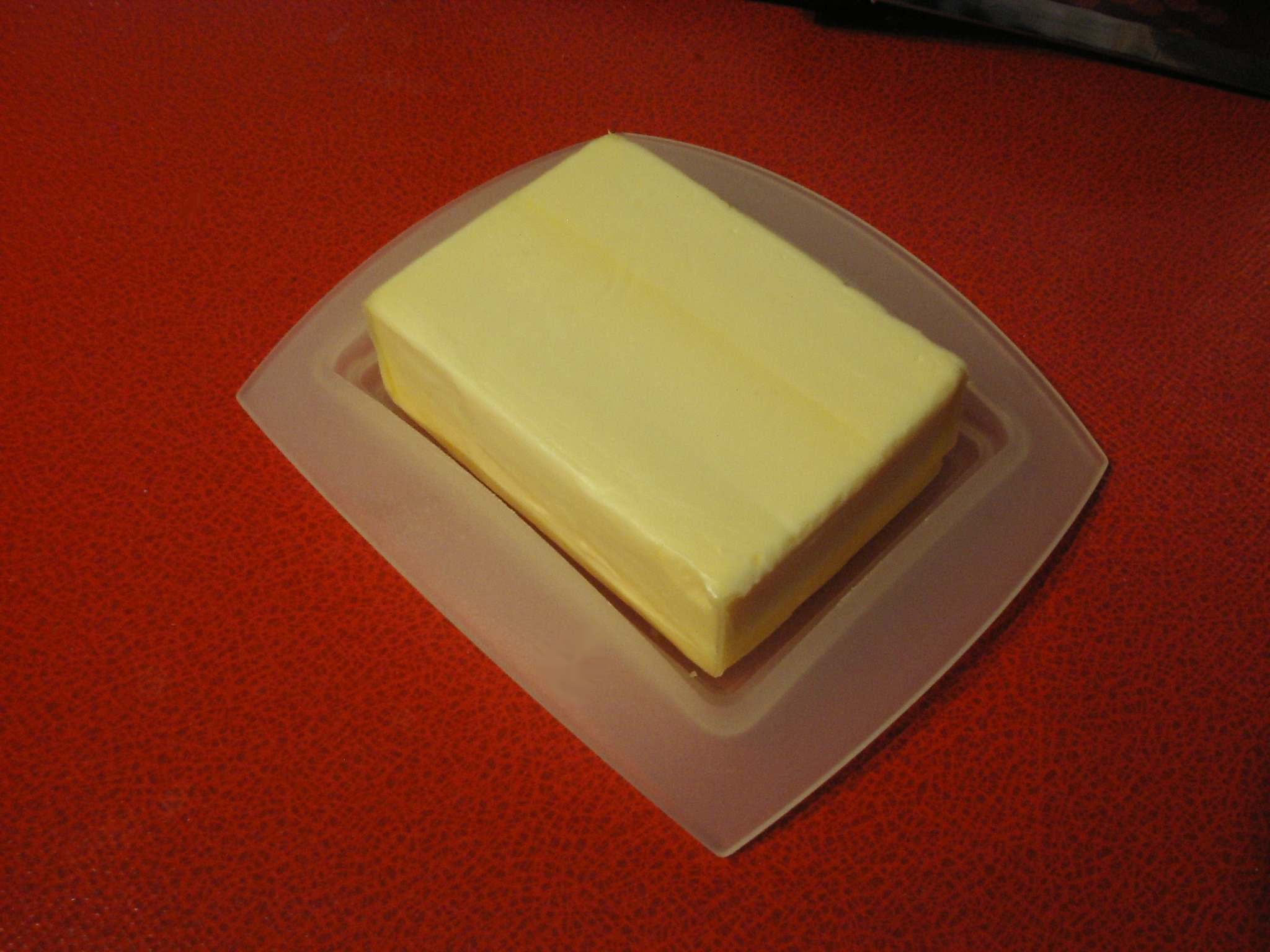
Butter in einer handelsüblichen Menge (250 g) in einer Butterdose

Die Butter (mittelhochdeutsch buter, althochdeutsch butera, über mittellateinisch butirum und lateinisch butyrum von altgriechisch βούτυρον boútyron, deutsch ‚Kuhmilchquark‘) ist ein meist aus dem Rahm von Milch hergestelltes Streichfett. Überwiegend wird Butter aus Kuhmilch hergestellt, es gibt jedoch auch Butter aus Schafmilch und Ziegenmilch.
Im Alemannischen wird die Butter auch der Butter und (der) Anke oder Ankenn genannt, das über mittelhochdeutsch anke und althochdeutsch anko aus dem Indogermanischen stammt; eine ostalemannische Bezeichnung ist Schmalz.
Im übertragenen Sinne werden auch einige pflanzliche Produkte mit dem Wortbestandteil „-butter“ bezeichnet, zum Beispiel die Pflanzenfette Kakaobutter und Sheabutter oder die Erdnussbutter.

## Chemische Zusammensetzung

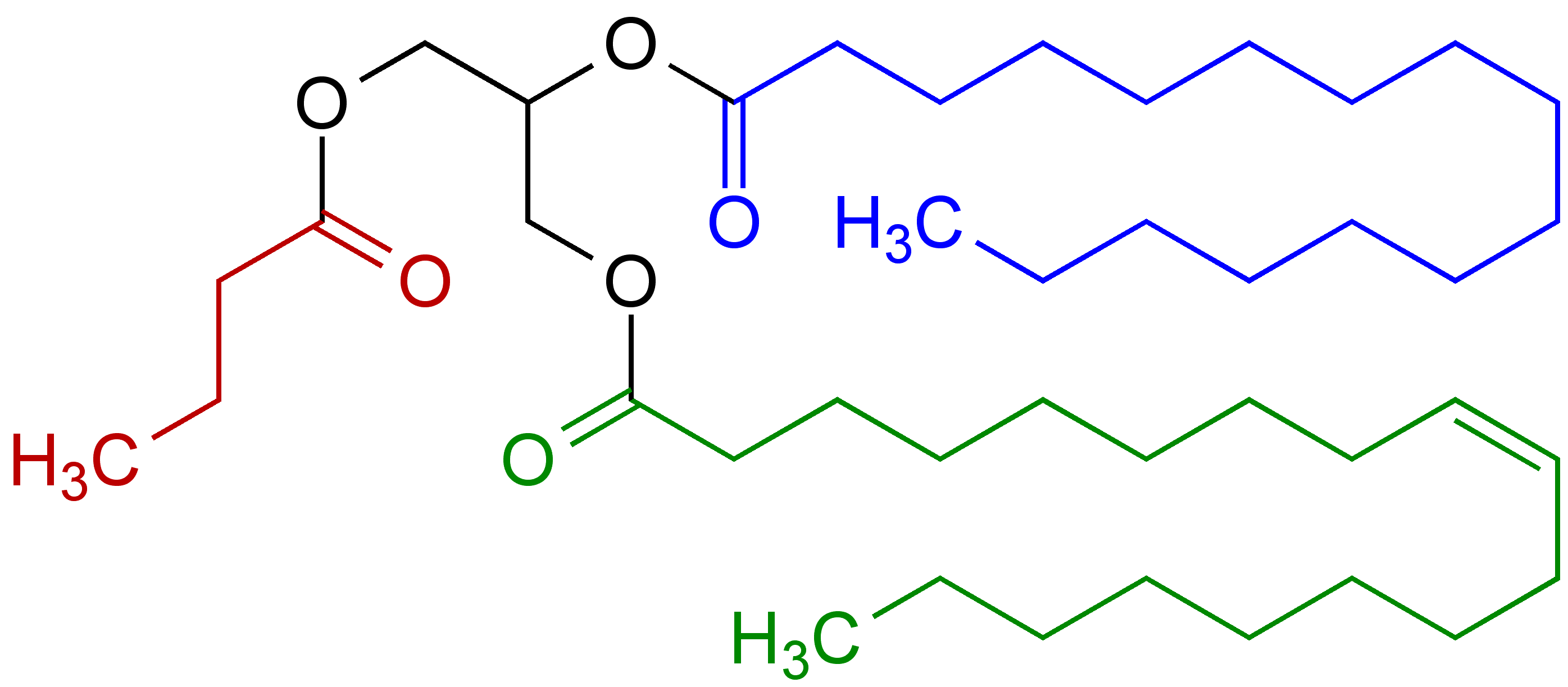
Typisches Triglycerid im Fettanteil von Butter mit dem blau markierten gesättigten Fettsäurerest der Palmitinsäure, dem grün markierten einfach ungesättigten Fettsäurerest der Ölsäure sowie dem rot markierten Rest der Buttersäure. Im Zentrum ist das dreifach acylierte Glycerin (schwarz markiert) erkennbar.

Nach einer EU-Verordnung muss Butter zu mindestens 80 Prozent aus Milchfett bestehen. Ein Wassergehalt von 16 Prozent darf nicht überschritten werden, damit das Milcherzeugnis als Butter verkauft werden darf. Weitere Inhaltsstoffe der Butter sind die Milchbestandteile Milchzucker, Mineralstoffe, Cholesterin, Phospholipide, Proteine, fettlösliche Vitamine, Milchsäure und Aromastoffe.
Charakteristisch für Butter ist ein vergleichsweise hoher Gehalt an Glyceriden der Ölsäure und kurzkettiger gesättigter Fettsäuren, (vorr. Buttersäure). Der Brennwert beträgt etwa 3100 kJ (entspr. 740 kcal) pro 100 g.
Die Fütterung der Kühe wirkt sich auf die Inhaltsstoffe der Butter aus. Bekommen die Kühe viel Grünfutter, enthält die Butter mehr Omega-3-Fettsäuren und Vitamine. Mais und Kraftfutter senken die Gehalte an Omega-3-Fettsäuren.

## Aroma
In Butter wurden mehr als 230 verschiedene Aromastoffe gefunden. Das Aroma wird im Wesentlichen von den drei Stoffen Diacetyl, δ-Decalacton und Buttersäure bestimmt.
| Diacetyl – butterartig | δ-Decalacton – pfirsich- und kokusnussartig | Buttersäure – käsig, ranzig, schweißig |

Es gibt verschiedene Einflussfaktoren auf das Aroma von Butter. Es wird durch die Tierfütterung, die Jahreszeit, den Herstellungsprozess und die Lagerbedingungen beeinflusst.

## Geschichte
Butter (von Ziegen, Kühen und Schafen) wird wohl vom Menschen hergestellt, seit Viehzucht betrieben wird. Als älteste Darstellung gilt ein sumerisches Mosaik aus der Zeit um 3000 v. Chr.
Nicht immer ist klar, ob bei älteren Erwähnungen Butter im heutigen Sinne gemeint ist. So könnte es sich bei der im Tanach erwähnten Butter auch einfach nur um dicke Milch handeln.
Bereits in der Antike war Griechen und Römern Butter bekannt. Allerdings wurde sie von ihnen nicht zum Verzehr verwendet, dafür dominierte dort das Olivenöl zu stark. Sie wurde als Arzneigrundstoff für medizinische Zwecke benutzt.

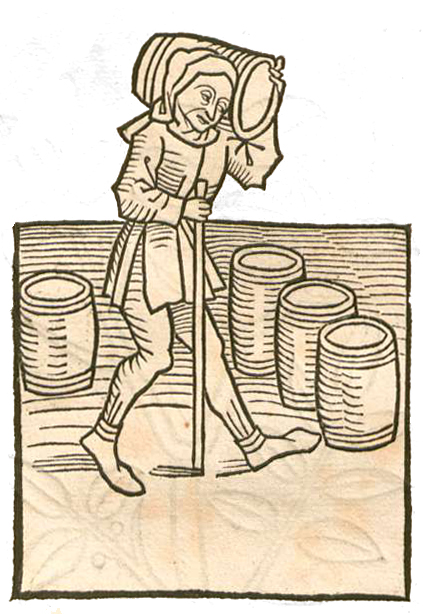
Hortus sanitatis, Mainz 1491, Abb. zum Kapitel Butirum – Butter

Seit dem Mittelalter entwickelte sich Butter (insbesondere als Butyrum vaccini, d. h. Kuhbutter) zu einem wichtigen Handelsgut, das in Töpfen und Fässern, auch auf dem Seeweg, transportiert wurde (wenn durch geeignete Maßnahmen während des Transportes die Haltbarkeit gewährleistet werden konnte).
Butter war wie andere tierische Produkte früher in den katholischen Fastenzeiten verboten, bis Papst Innozenz VIII. im Jahr 1491 die Zugabe von Butter erlaubte. Dessen Schreiben ging als Butterbrief in die Geschichte ein.
Es gab regional unterschiedliche Verfahren, z. B. das holsteinische, das gussandsche, das holländische oder friesische, das schwedische oder schwarzsche, das Verfahren nach Reimers und die amerikanische Massenaufrahmung.
Teilweise geschah die zur Butterherstellung notwendige Vorstufe der Aufrahmung in kühlen, mit Torf isolierten Eiskellern. Die Milch wurde für einige Tage in Satten aus Holz, Ton oder Weißblech gelagert, je nach Verfahren bei bis zu 12 bis 15 °C.
Bei allen Verfahren außer dem holländischen und schwarzschen lag die Schichthöhe zwischen 3,5 und 15 cm.
Beim holländischen Verfahren betrug die Schicht 40 bis 50 cm, bei zwei- bis dreimaligem Abrahmen. Das amerikanische Massenverfahren hatte eine Schichtdicke von 10 bis 15 cm; die Wannen fassten 100–500 Liter Milch. Dabei wurden, zumeist mit Wasserkühlung, 15 bis 18 °C erreicht. Revolutioniert wurden diese Varianten durch das schwarzsche Verfahren, bei dem die Schichthöhe 40 cm betrug. Die Weißblechbehälter fassten 40–50 Liter, gut in Eis gepackt, und der Inhalt war in zwölf Stunden abgerahmt. So gewann man in zwölf Stunden etwa 74 % des Milchfettes als süßen Rahm.
Auch wurde damals eine neue Methode der Aufrahmung (mit kleinen schrägen Querwänden und mit nur knapp 1 cm Abstand der Kammern zur schnelleren Rahmbildung) entwickelt, die aber durch die nun aufkommende (fast schon industrielle) Entrahmung per Zentrifuge nicht mehr genutzt wurde.
In der durch die Erfindung von Milchzentrifuge (Lefeldt) und Dampfmaschine um 1880 in Deutschland aufkommenden dörflichen Dampfmolkereien erfolgte die Reifung des Rahms im Rahmreifer unter Zugabe des Säureweckers (Bakterienkultur) und optional, jahreszeitlich bedingt, Kälte oder Wärme (d. h. Heißwasser, Wasser, Eiswasser oder Kühlsole über Doppelwand oder Schwenkarm). Der Buttermeier gab den am Vortag aus der Rohmilch herauszentrifugierten, auf etwa 95 °C erhitzten und danach schnell abgekühlten Rahm am nächsten Morgen über eine Rahmrinne ins Butterfass. Er erkannte nach etwa 35 Minuten am Klang und am blank gewaschenen Schauglas den richtigen Moment der Abbutterung. Der so entstandene Überdruck und die Buttermilch konnten abgelassen werden.
Bevor die Butterfässer später ein integriertes System von Knetwalzen erhielten, musste die Butter anschließend (nach dem Waschen und ggf. Salzen) separat auf einem Tisch geknetet werden.
Mit der Industriellen Revolution im 19. Jahrhundert und der Verbreitung der Dampfmolkereien, die sich viele Jahrzehnte später zu Großmolkereien konzentrierten, wurde auch die Butterproduktion industrialisiert. Begleitet wurde das durch zunehmende Industrialisierung der Landwirtschaft, ganzjährige Stallhaltung, Melkmaschinen, jahreszeitlich unabhängige Verfügbarkeit von Kraftfutter, verbesserte medizinische Versorgung des Viehs.
Vor Aufkommen der Kühltechnik wurde die Butter mancherorts mit Käse umhüllt, um sie vor Verderben zu schützen. In Italien verwendete man dafür etwa die Burrata. Der ebenfalls italienische Burrino diente demselben Zweck und wird noch mit einem Kern aus Butter hergestellt.
Seit der Entwicklung der künstlichen Kältetechnik im 19. Jahrhundert konnte Butter viel länger gelagert werden, ohne ranzig zu werden. Mittels Kühlwagen wurde ab 1898 Butter aus Ostpreußen in Güterzügen nach Berlin transportiert. Auch auf die Herstellungsprozesse wirkte sich das aus. Im Jahre 1881 wurde das erste Kühlhaus mit Kältemaschinen errichtet, 1913 der erste Kühlschrank für den Hausgebrauch hergestellt.

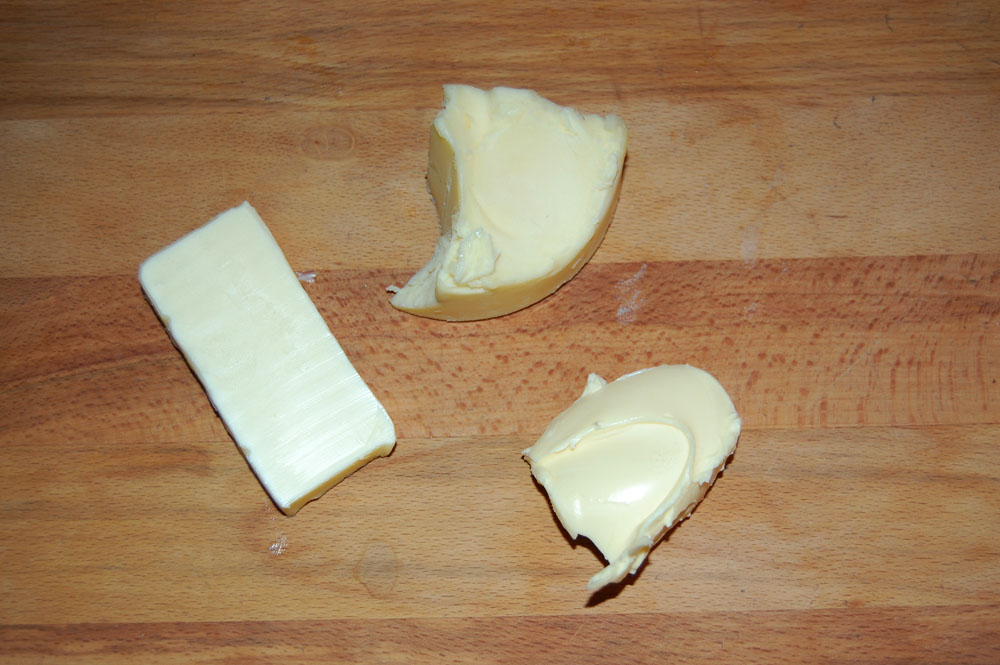
Butter, Butterschmalz und Margarine von links nach rechts im Vergleich

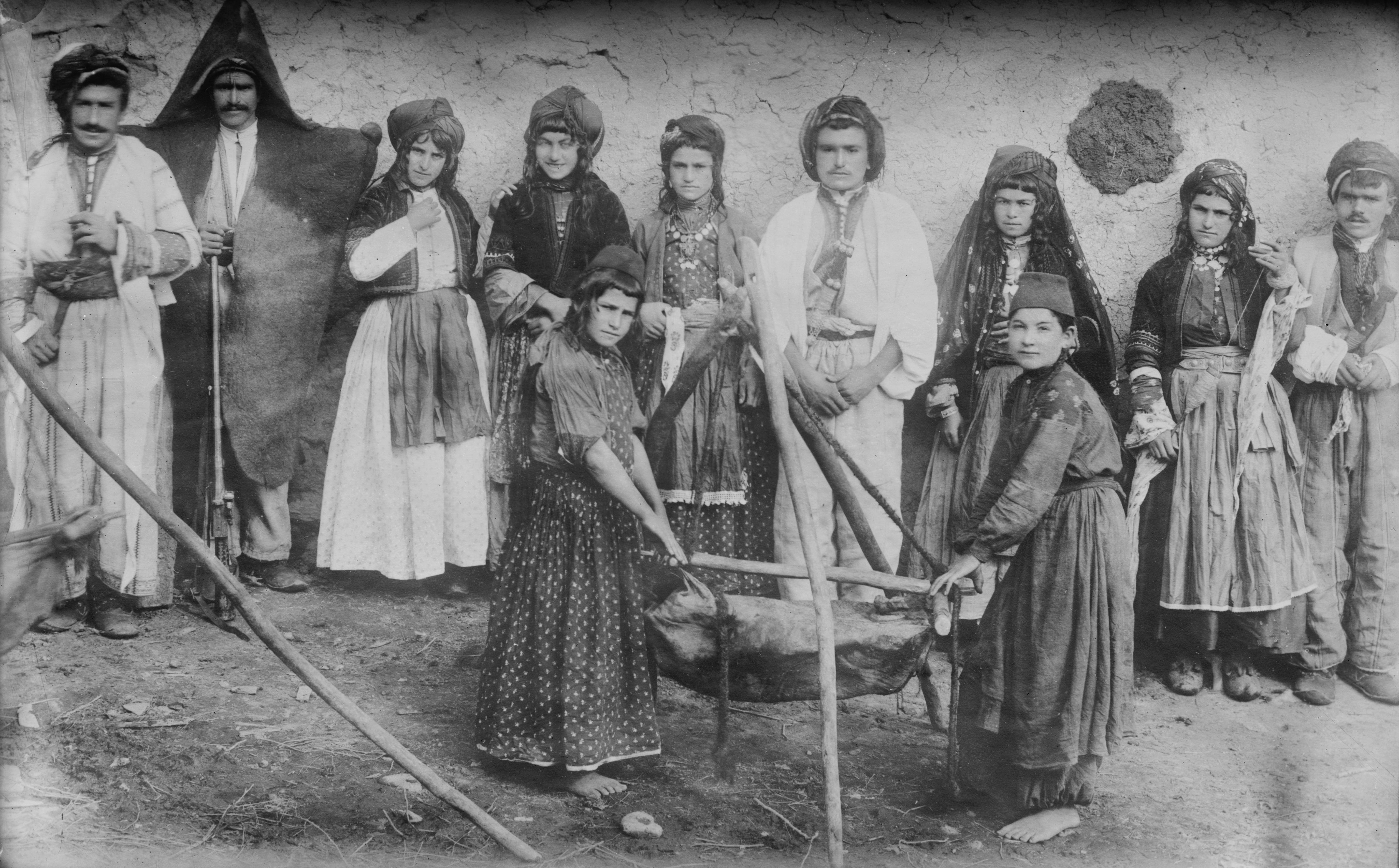
Assyrische Familie in Mavana (Iran) beim Buttern.

In den industrialisierten Ländern ist die lückenlose Kühlkette von der Milchgewinnung über die Butterherstellung, den Transport und Handel bis zum Verbraucher Standard geworden.

## Herstellungsverfahren
Obwohl Butter grundsätzlich aus jeder fetthaltigen Milch erzeugt werden kann, ist sie nicht immer leicht zu gewinnen. Kaum geeignet ist Milch von Stuten und Eselstuten, gut dagegen die Milch von Kühen, Schafen und Ziegen.

### Butterherstellung

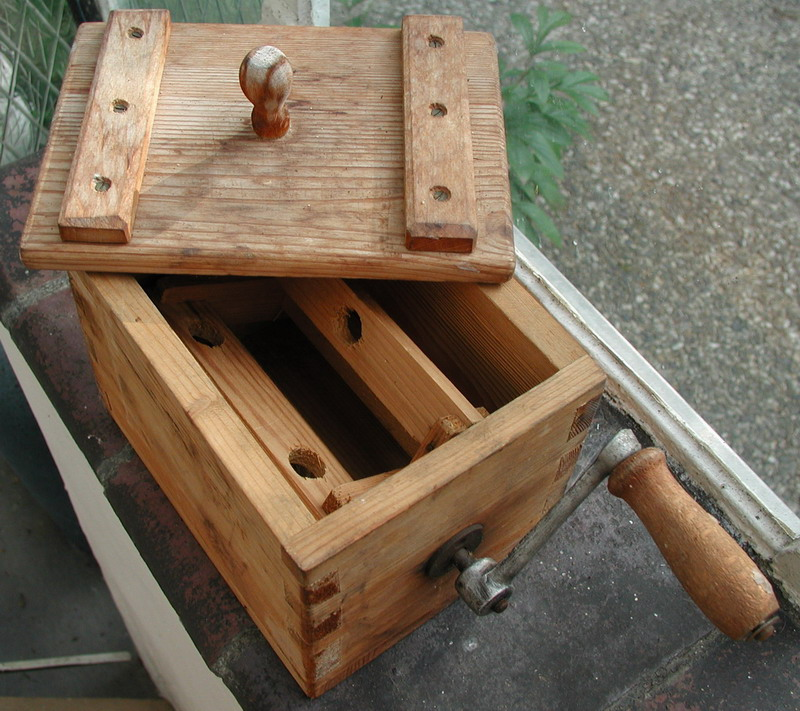
Butterschleuder

Früher wurde zur Butterherstellung die Milch zunächst zwei Tage stehengelassen, um dann den Rahm abzuschöpfen, der sich oben absetzt. Der Rahm reifte dann eine gewisse Zeit, bevor bei etwa 7 bis 8 °C von Hand gebuttert wurde.
Die physikalische Rahmreifung dient zur teilweisen Rekristallisation und optimalen Verteilung des Milchfettes und ermöglicht eine Verbutterung von ungesäuertem Rahm. Die biologische Rahmreifung bei mildgesäuerter und Sauerrahmbutter geschieht durch das Zufügen einer Starterkultur mit verschiedenen Mikroorganismen (u. a. Streptococcus lactis, Streptococcus cremoris). Dabei sinkt allmählich der pH-Wert und bildet ein gewisses Aroma.
Beim Butterungsprozess wird der Rahm geschlagen. Dadurch werden die Fettkügelchen des Milchfetts zerstört. Die Fetthülle bricht auf, das enthaltene Fett tritt aus und kann sich zusammenballen. Dabei werden Teile der Fetthüllen, Wasser und etwas Milcheiweiß eingeschlossen. Aus der flüssigen Fett-in-Wasser-Emulsion trennt sich die Butter als feste Wasser-in-Fett-Emulsion ab. Der verbleibende Rest ist Buttermilch. Die Butter wird zu einer homogenen, geschmeidigen Masse geknetet, geformt und abgepackt.

### Färbung
Die Farbe der Butter wird durch zwei Faktoren beeinflusst: mittelbar durch die Art des Kuhfutters und unmittelbar durch zugesetzte Farbstoffe.

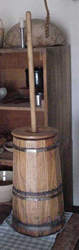
Butterfass, 19. Jahrhundert, weltweit eingesetzt

Die typische gelbe Farbe entsteht auf natürlichem Wege dadurch, dass Kühe frisches Gras auf der Weide fressen. Dieses enthält wie auch die namensgebenden gelblich-roten Karotten Carotinoide, wobei das Grün des Chlorophylls das Gelb der Carotinoide überdeckt. Da Carotinoide fettlöslich sind, reichern sie sich im Milchfett und damit auch in der Butter an. Das führt dazu, dass die Butter eine gelbe Farbe annimmt. Wenn die Kühe einfaches, nicht mit Farbstoffen angereichertes Kraftfutter und Heu erhalten, wie im Winter oder ganzjährig in der modernen Landwirtschaft, ist die Butter eher weiß gefärbt.
Damit der moderne Verbraucher das ganze Jahr über Butter mit gleicher Farbe erhält, wird in Deutschland entweder der Sahne in der Molkerei oder bereits dem Futter der Kühe eine den jeweiligen Futterbedingungen angepasste Menge Beta-Carotin zugefügt, hergestellt synthetisch oder mithilfe von Mikroorganismen, wobei gentechnische Verfahren erlaubt sind. Eine Beifütterung von Karotten ist ebenfalls möglich. Auch früher wurde die Butter schon durch Blütensaft der Ringelblume und der – als durchaus giftig bekannten – Sumpfdotterblume gelblich gefärbt. Die Gelbfärbung hatte und hat vorwiegend den Zweck, die bei nicht mehr ganz frischer Butter typische, außen beginnende Gelbverfärbung zu kaschieren.
Weit verbreitet ist die falsche Annahme, die Praxis des Butterfärbens habe damit zu tun, dass die Qualität der Butter sich
bei unterschiedlich fettreicher Fütterung der Kühe auch farblich unterscheide. Dabei wird unterstellt, Herbst- und Wintermilch seien fettarm und ergäben damit nur eine weißliche Butter; eine Gelbfärbung habe daher einen höheren Fettgehalt vortäuschen sollen. Das ist allerdings nicht richtig, denn sogar Butter mit besonders hohem Fettanteil kann im frischen Zustand weiß sein, da die Farbe der Butter mit den enthaltenen Farbstoffen, nicht aber dem Fettgehalt zusammenhängt. Zum anderen korreliert der Fettgehalt der Butter nicht einmal annähernd mit jenem des Futters bzw. der Milch. Wie fetthaltig eine Butter ist, hängt vielmehr vom Herstellungsprozess ab. (Aus Milch mit höherem Fettgehalt kann lediglich eine größere Menge Butter gewonnen werden.)
Das Butterfärben wird in Ländern unterschiedlich gehandhabt. In Italien ist die Butter beispielsweise in aller Regel reinweiß.

### Heutige industrielle Buttererzeugung

Milch- und Butterprodukte

Butter darf in Deutschland lediglich aus pasteurisiertem Rahm hergestellt werden. Die Milch wird dafür in Zentrifugen (Separatoren) in wenigen Sekunden entrahmt, der Rahm dann pasteurisiert, also kurz erhitzt und abgekühlt, und anschließend rund 20 Stunden zur Reifung gelagert. In der Butterungsmaschine, die aus einem Schläger, einer Trommel und einem Kneter besteht, wird der Rahm nun geschlagen, die Butter abgetrennt und geknetet. Anschließend wird die Butter in einer Ausformmaschine geformt und abgepackt. Als Nebenprodukt der Butterung entsteht die Buttermilch (entspricht dem Rahm ohne das Milchfett). Für ein Kilogramm Butter werden mehr als 20 Liter Milch benötigt.
Auf Almen wird noch neben Rohmilchkäse auch Rohmilchbutter aus nicht pasteurisierter Milch hergestellt.

## Umweltwirkung
Eine Studie des ifeu ermittelte für 1 kg Butter einen CO₂-Fußabdruck von 9 kg CO₂-Äquivalent, für 1 kg Bio-Butter sogar 11,5 kg. Die Studie bezieht dabei indirekte Effekte aus Transport und Landnutzung ein, was die höhere CO₂-Bilanz von Bio-Butter erklärt (als Folge des größeren Flächenbedarfs der biologischen Tierhaltung). Die Autoren erläutern, dass daraus nicht folgt, dass der Verzicht auf Bio-Lebensmittel ein sinnvolles Mittel zur Einsparung von CO2 wäre: „Kaufzurückhaltung würde allerdings vermutlich wenig an der landwirtschaftlichen Nutzung ehemaliger Moore in Deutschland ändern, die ein Hauptgrund dafür ist, dass die höhere Flächennutzung durch Biolebensmittel sich nachteilig auswirkt.“ Für 1 kg pflanzlicher Margarine ermittelt die Studie einen CO₂-Fußabdruck von 2,8 kg, bei Bio-Margarine 2,5 kg.
Auch andere Studien zeigen für Margarine eine geringere Umweltbelastung in den Kategorien Treibhausgase, Eutrophierung, Bodenversauerung, Energieverbrauch und Flächenbedarf im Vergleich zu Butter, wie sie in Deutschland, Großbritannien und Frankreich konsumiert wird.
Auch global zeigt die Lifecycle-Analyse, dass pflanzliche Streichfette geringere Umweltwirkungen haben als Butter. Dies gilt sowohl für Treibhausgase, Flächenbedarf als auch Wasserverbrauch. Dabei ist die Zusammensetzung der Butter ebenso unerheblich wie die geographische Lage und der Einfluss geänderter Flächennutzung.

## Gesundheit
Die Industrielle Revolution bescherte der Butter mit der Margarine eine ernstliche Konkurrenz. Für Massen armer Fabrikarbeiter, die sich Butter nicht leisten konnten, und zur Verpflegung des Militärs wurde ein billiges Streichfett benötigt. 1869 entwickelte der Chemiker Hippolyte Mège-Mouriès im Auftrag des französischen Kaisers Napoleon III. den ersten Butterersatz auf Basis von Milch, Wasser und Nierenfett. Bis zur Jahrhundertwende entwickelte sich eine bedeutende Margarine-Industrie. Inzwischen wird Margarine außer über ihren geringen Preis auch über eine gesundheitsfördernde Wirkung vermarktet. Dabei wird betont, dass sie im Vergleich zu Butter kaum gesättigte Fette enthält. Während Butter daher beim Nutri-Score die niedrigste Kennzeichnung „E“ erhält, wird Margarine meist ein besseres „D“ zugeteilt.
2025 kam die Harvard Medical School in einer retrospektiven Beobachtungsstudie mittels Fragebögen zu dem Ergebnis, dass Befragte, die angaben, am Tag etwa 14 Gramm Butter zu verzehren, ein 15 Prozent höheres Sterberisiko haben als jene, die angaben, auf Butter zu verzichten. Ein niedrigeres Sterberisiko hatten Befragte, die den Konsum von viel pflanzlichen Öle angaben, wobei nicht zwischen Olivenöl einerseits und Raps- bzw. Sojaöl andererseits unterschieden wurde.

## Buttersorten
- Sauerrahmbutter wird aus mikrobiell gesäuerter Milch, Sahne oder Molkensahne hergestellt. Mit Hilfe von spezifischen Milchsäurebakterien (mesophilen Säureweckern) entstehen Aromastoffe (Diacetyl), die der Sauerrahmbutter den typischen Geschmack verleihen. Der pH-Wert darf 5,1 nicht überschreiten.
- Süßrahmbutter kann aus Milch, Rahm oder Molkenrahm hergestellt werden. Im Gegensatz zur Sauerrahmbutter wird sie ohne den Zusatz von Milchsäurebakterien hergestellt. Ihr Geschmack ist frisch-sahnig und mild. Der pH-Wert darf nicht unter 6,4 liegen. Sie eignet sich besonders um Soßen aufzumontieren, da sie beim Erhitzen weniger schnell ausflockt als Sauerrahmbutter und den Soßen gut Bindung gibt.
- Mildgesäuerte Butter wird aus Süßrahm hergestellt, in den nach der Butterung Milchsäurebakterienkulturen oder Milchsäure eingeknetet werden. Als Mildgesäuerte Butter wird eine Butter bezeichnet, deren pH-Wert zwischen 6,3 und 5,1 liegt.
- Salzbutter ist mit verschiedenen Arten von Salz versetzte Butter. Dafür wird grobes und feines Meersalz oder auch Steinsalz in unterschiedlicher Konzentration zugesetzt.

Die in Deutschland gehandelte Butter wird zumeist aus Kuhmilch hergestellt. Allerdings kann Butter auch aus der Milch anderer Tiere gewonnen werden. So tauchen im Handel gelegentlich Ziegenbutter und Schafsbutter auf. Sogar aus Muttermilch kann Butter gewonnen werden. Außerhalb Deutschlands wird Butter auch aus Büffelmilch (Büffelbutter) oder aus Yakmilch (Yakbutter) gewonnen. Butter, die nicht von Rindern stammt, muss nach deutschem Recht mit der jeweiligen Tierart bezeichnet werden (z. B. Ziegenbutter).
Drei bis sechs Prozent aller Fettsäureester in Butter sind den trans-Fettsäuren zuzuordnen.
Im Handel finden sich weitere Sorten:
- Halligbutter – auf den Halligen produzierte Butter
- Maibutter – hochwertige Butter von Kühen, die im Frühjahr nicht mehr im Stall, sondern auf der Weide sind
- Sozialbutter/Weihnachtsbutter – EG- beziehungsweise EU-subventionierte Butter zum Abbau des Butterberges

Für diätetische Zwecke bietet die Industrie inzwischen außerdem Butterprodukte mit reduziertem Fettgehalt an, so etwa „Dreiviertelfettbutter“, „Halbfettbutter“ oder „Milchstreichfett“, die aber innerhalb der EU nicht einfach als „Butter“ vermarktet werden dürfen, sondern gemäß den EU-Vermarktungsnormen (s. u.) als spezielle „Butterprodukte“ zu kennzeichnen sind.

## EU-Vermarktungsnormen
Für die Europäische Union sind die Verkehrsbegriffe für zum menschlichen Verzehr bestimmten Fette verbindlich definiert. Gemeinsame Begriffsvoraussetzung ist, dass sie bei 20 Grad Celsius festbleibend streichfähig sind (Streichfette). Im EU-Binnenmarkt darf so ein Fett direkt oder indirekt (etwa über Gaststätten) an Endverbraucher nur dann als Butter in Verkehr gebracht werden, wenn das Erzeugnis höchstens 16 % Wasser, zwischen 80 % und 90 % Milchfette und höchstens 2 % fettfreie Milchtrockenmasse enthält.
Daneben sind Milchfette mit geringerem Fettgehalt definiert, die aber nicht nur als „Butter“ bezeichnet werden dürfen, sondern zu kennzeichnen sind als:
- Dreiviertelfettbutter (oder seit 2016:[30] fettreduziert oder light) mit 60 bis 62 % Milchfettgehalt. Geringe Mengen Sorbinsäure dürfen zur Konservierung zugesetzt werden. Ebenso erlaubt sind Speisegelatine, Zitronensäure und andere Genusssäuren sowie Emulgatoren. Die Färbung mit β-Carotin ist üblich.
- Halbfettbutter (seit 2016 zusätzlich oder bloß: light, oder fettreduziert) hat einen Milchfettanteil von 39 bis 41 %. Erlaubt sind Zusätze wie bei Dreiviertelfettbutter. Auch hier ist Färbung mit β-Carotin üblich.
- Milchfett X %: (seit 2016 zusätzlich erlaubt light oder fettreduziert) jedes nicht in vorgenannte Gruppen fallendes Milchfett, wobei X den Milchfettanteil in Prozent bezeichnet (z. B. „Milchfett 50 %“ enthält 50 % Milchfett).

Abweichend vom Grundgedanken des Gemeinsamen Marktes sind den EU-Mitgliedsstaaten bei Streichfetten nationale Regelungen zu Qualitätsklassen gestattet, sofern sie Erzeugnisse aus anderen Mitgliedsstaaten nicht diskriminieren.

## Qualitätsklassen (EU)

### Deutschland

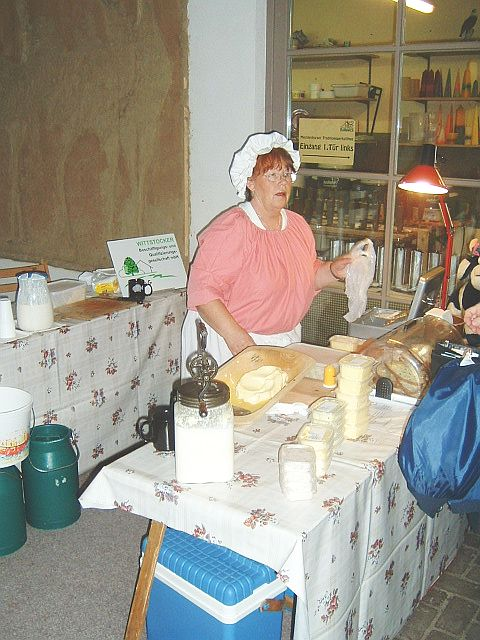
Demonstration einer Buttermacherin anlässlich eines Festes, links vorne ein Butterrührgerät

Butter aus Deutschland wird nach der Butterverordnung (ButtV) in Handelsklassen eingeteilt, sofern sie aus einer Molkerei kommt und bei der Vermarktung als Butter der Handelsklassen gekennzeichnet werden soll. Eine Molkerei ist dafür definiert als milchwirtschaftliches Unternehmen mit einem durchschnittlichen Milchumsatz ab 500 Liter je Tag. Butter der Handelsklassen darf nur unmittelbar aus Kuhmilch, Rahm oder Molkenrahm hergestellt werden, wenn diese pasteurisiert wurden; dazu verwendet werden darf nur Wasser und Speisesalz und es dürfen nur die Sorten Sauerrahm-, Süßrahm- oder Mildgesäuerte Butter sein. Zur Überwachung der Qualität wird eine Butterprüfung durchgeführt. Die Herstellerbetriebe sind dabei auf eigene Kosten zur Probenahme und zum Versand der Proben verpflichtet. Bei dieser Butterprüfung werden beurteilt:
- sensorische Eigenschaften (Aussehen, Geruch, Geschmack, Textur)
- Wassergehalt
- Streichfähigkeit
- pH-Wert und Mikrobiologie (durch Laboruntersuchung)

Den ersten drei Kriterien werden Punkte von 1 bis 5 zugeordnet, wobei 1 bei geringer und 5 bei hoher Qualität vergeben wird. Die Punkte werden dann zur Beurteilung der Handelsklasse der Butter herangezogen. Zusätzlich erfolgt eine stichprobenartige Prüfung der Qualität von Butter einer Handelsklasse in Molkereien, Ausformstellen und im Lebensmittelhandel. Mit bestandener Butterprüfung dürfen die Erzeugnisse mit dem Gütezeichen mit Adler beworben werden.

#### (Deutsche) Markenbutter

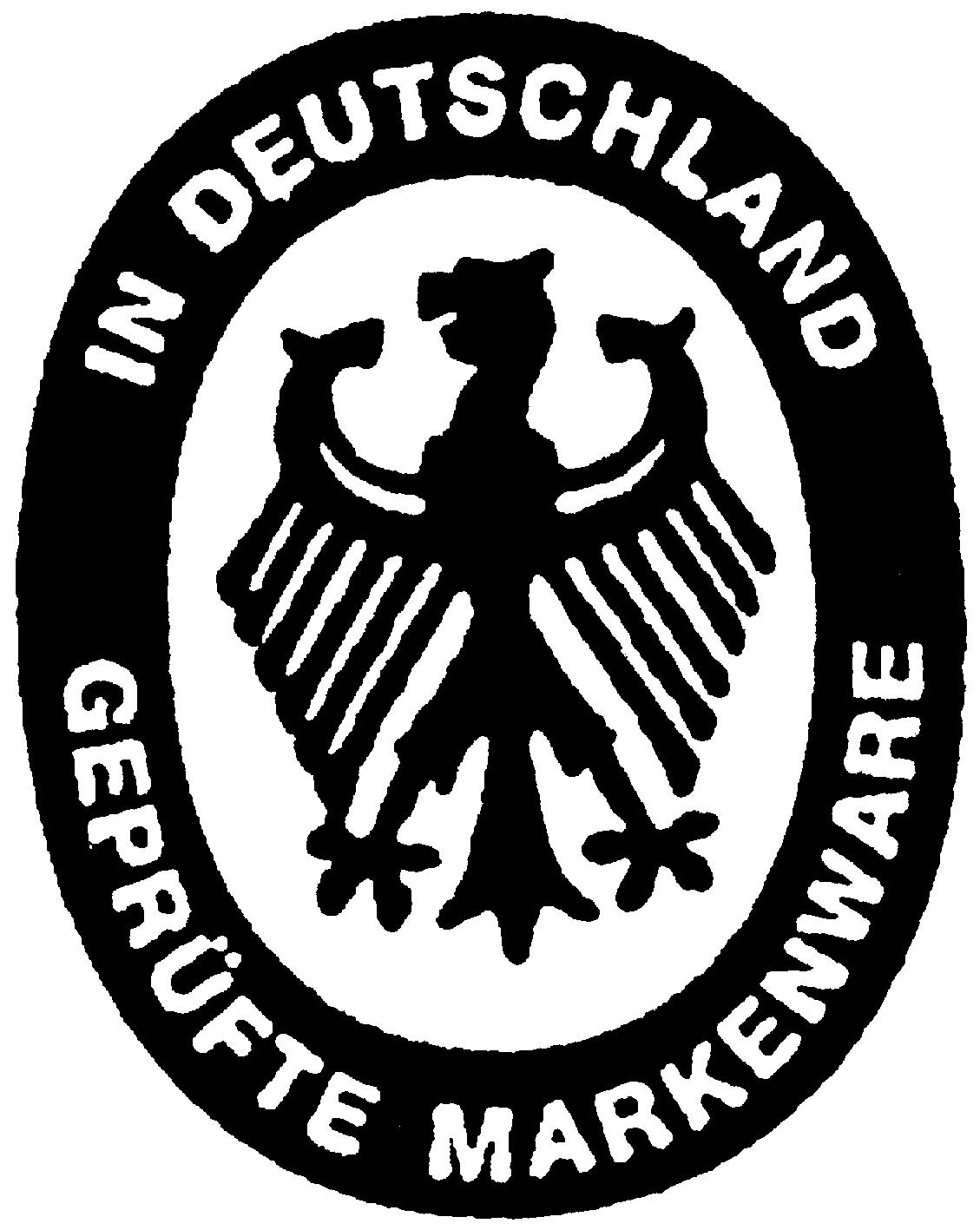
Gütezeichen für deutsche Markenbutter

Die Handelsklasse „Deutsche Markenbutter“ wird für die qualitativ höchstwertige Butter vergeben. Sie darf nur aus Milch von Kühen oder daraus unmittelbar gewonnenem Rahm (Sahne) hergestellt werden. Bei der monatlich durchzuführenden Butterprüfung müssen in jeder geprüften Kategorie mindestens vier von fünf möglichen Punkten erreicht werden. Zur Verpackung sind spezielle Buttereinwickler zu verwenden.
Butter aus anderen EU-Mitgliedsstaaten, die die übrigen Anforderungen dieser Handelsklasse erfüllen, dürfen unter Hinweis auf die Herkunft als „Markenbutter“ vermarktet werden.

#### Deutsche Molkereibutter
Bei ihrer Herstellung darf z. B. anders als bei der Markenbutter auch Molkenrahm verwendet werden. Für die Handelsklasse „Deutsche Molkereibutter“ reicht die Butterprüfung alle zwei Monate. Dabei müssen in jeder geprüften Kategorie mindestens drei von fünf möglichen Punkten erzielt werden.

#### Andere Kennzeichnungen
Butter aus einem Erzeugerbetrieb darf nur unter der Bezeichnung Landbutter in Verkehr gebracht werden; dieser Name bezeichnet keine Handelsklasse und unterliegt auch nicht ihren zusätzlichen Qualitätsprüfungen. Unter folgenden Bedingungen darf sie als Rohmilcherzeugnis hergestellt werden (d. h. der Rahm wird nicht pasteurisiert):
- Die Rohmilch muss unter festgelegten hygienischen Anforderungen gewonnen werden.
- Die Abgabe muss der zuständigen Behörde gemeldet sein.
- Zur Säuerung werden nur spezifische Milchsäurebakterien verwendet.

Diese Butter muss dann den Hinweis „mit Rohmilch hergestellt“ tragen.

### Österreich

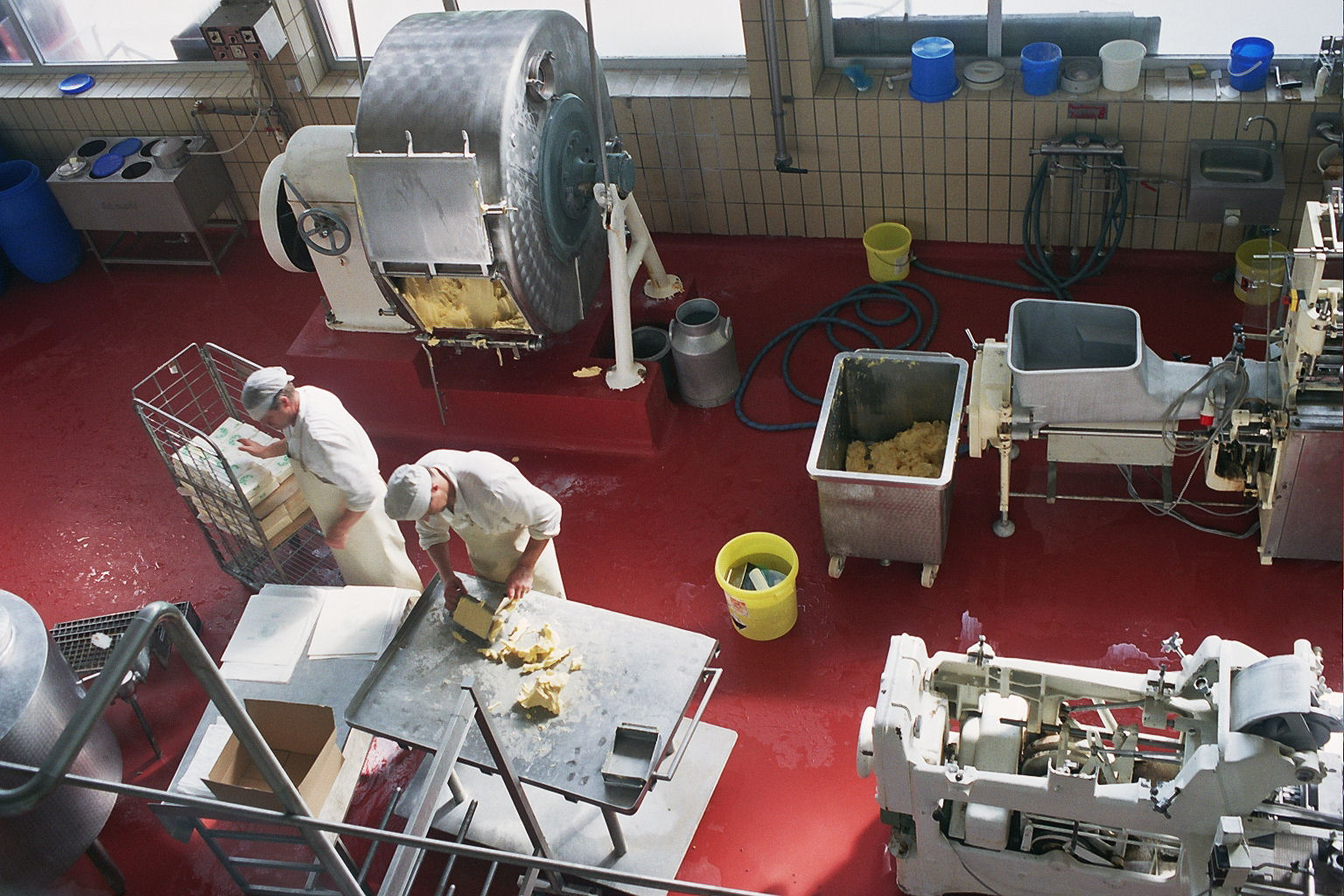
Butterherstellung in Fügen (Tirol)

In Österreich wird Butter fast ausschließlich aus Kuhmilch hergestellt. Butter aus Ziegen- oder Schafmilch ist hier eine Rarität.

#### Qualitätsstufen
- Als höchste Qualitätsstufe (Güteklasse 1) gilt die Teebutter oder einfach Butter. Sie besitzt einen mild-säuerlichen Geschmack bei Sauerrahmbutter, beziehungsweise Sahnegeschmack im Fall von Süßrahmbutter. Für die Herstellung von Teebutter darf nur Milch oder Milchrahm verwendet werden.
- Mit der Güteklasse 2 folgt die Tafelbutter. Sie darf leichte Geruchs- oder Geschmacksfehler aufweisen.
- Die einfachste Stufe (Güteklasse 3) ist die Kochbutter. Sie kann stärker ausgeprägte Geruchs- oder Geschmacksfehler aufweisen und wird außer zum Kochen auch zur Herstellung von Butterschmalz verwendet, wobei Wasser und fettfreie Trockenmasse weitestgehend entfernt werden.

Die Bezeichnung „Teebutter“ für die höchste Qualitätsstufe gibt es seit dem Mitte des 19. Jahrhunderts. Im Einklang mit der damaligen Orthographie lautete die ursprüngliche Schreibung „Theebutter“ bzw. „Thee-Butter“. Als Terminus des Codex Alimentarius Austriacus, des Österreichischen Lebensmittelbuches, ist sie als wörtliche Übersetzung aus dem Deutschen auch in mehreren anderen Sprachen der ehemaligen Habsburgermonarchie belegt: tschechisch čajové máslo, slowakisch čajové maslo, ungarisch teavaj, slowenisch čajno maslo und kroatisch čajni maslac. Die genaue Herkunft des Begriffs ist unklar, sie geht aber vermutlich auf die Sitte des Nachmittagstees im englischen Stil zurück, der als Ausdruck besonders feiner Lebensart galt und zu dem Teegebäck und Butter in feinem Teeporzellan gereicht wurden. Vergleichbare Bezeichnungen für besonders hochwertige Lebensmittel sind beispielsweise Teebäckerei und Teewurst. In Anklang an das Wort Teebutter entstand jedoch der österreichische Markenname Thea für die ab 1923 im Werk der Schicht AG (spätere Unilever, abgetragen bis 2015) in Wien-Atzgersdorf hergestellte Margarine.
Die Butter wird in Österreich vorwiegend ungesalzen verwendet. Gesalzene Butter darf bis zu 2 % Salz enthalten. Nicht gekennzeichnete Butter ist immer ungesalzen.

#### Andere Bezeichnungen
Einige andere Bezeichnungen sind ebenfalls üblich, doch auch sie unterliegen gewissen Qualitätsanforderungen:
- Landbutter (aus rohem Rahm) muss mindestens der Tafelbutter-Qualitätsstufe entsprechen
- Bauernbutter und Almbutter (aus rohem oder erhitztem Rahm)
- Käsereibutter und Sennereibutter (aus rohem oder pasteurisiertem Rahm).

Wurde der Rahm nicht wärmebehandelt, so ist das auf der Packung zu vermerken als Hinweis wie „mit Rohmilch hergestellt“ oder „aus Rohrahm“.
- Sommerbutter:  Der Rahm, aus dem diese Butter hergestellt wird, wird ausschließlich in der Grünfutterperiode gewonnen und zu Sauerrahmbutter verarbeitet.
- Bei der Fassbutter wird immer nur ein Fass voll Rahm durch Schlagen zu Butter verarbeitet. Deshalb können bei diesem aufwändigeren Verfahren pro Charge immer nur 1500 bis 2000 Kilogramm Butter in rund drei Stunden erzeugt werden. Fassbutter ist anschließend noch ein- bis zweimal zu waschen, um die restlichen Buttermilchreste vom Butterkorn zu trennen.
- Die Bezeichnung Primina betrifft eine Teebuttersorte, die nur aus Sauerrahm hergestellt werden darf. Zur besseren Streichfähigkeit wird ausschließlich „Sommerrahm“ verwendet.

## Schweizer Vermarktungsnormen

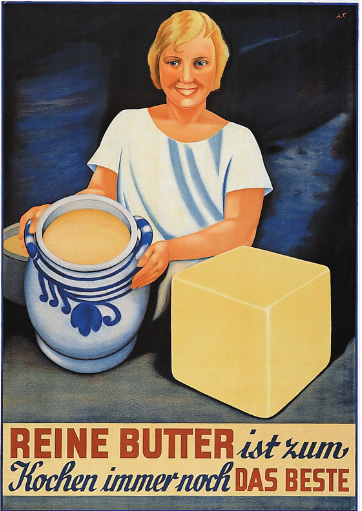
Butterwerbung in der Schweiz 1931

Die Qualitätsanforderungen in der Schweizer Milch- und Käseindustrie werden durch die Verordnungen des EDI (Eidgenössisches Departement des Innern) über Lebensmittel tierischer Herkunft geregelt. Die Qualitätsstufen haben sich ähnlich eingebürgert wie in den Nachbarländern, wobei die ersten beiden Qualitäten Vorzugs- und Kochbutter sensorisch keinen Unterschied aufweisen dürfen, also ausschließlich über den Frischegrad klassifiziert werden. Weil traditionsgemäß in den Sommermonaten, wenn sich viele Kühe auf der Alp befinden, weniger Rahm anfällt, wird ein Großteil der hergestellten Butter eingelagert.
Kommt es dennoch einmal zu einer ungenügenden Versorgung des Marktes mit Schweizer Butter, kann das Butterimportkontingent erhöht werden. Da die Wertschöpfung in der Käseproduktion pro Kilogramm Milch höher ausfällt, als wenn die Milch beispielsweise zu Butter oder Milchpulver verarbeitet wird, wurde in den letzten Jahren vermehrt Butter importiert, da mehr Milch für die Herstellung von Käse aufgewendet wurde.

## Qualitätsgrade in der Schweiz
- Vorzugsbutter (Fettgehalt mindestens 82 %): darf nur aus frischem Süß- oder Sauerrahm hergestellt werden (pasteurisiert oder unpasteurisiert) und nur ohne vorherige Lagerung auf den Markt kommen; gesalzene Vorzugsbutter wird weniger verwendet; sie enthält etwa 1 % (höchstens 2 %) Kochsalz
- Kochbutter (Lagerbutter) oder „die Butter“: tiefgekühlte Vorzugsbutter, nicht länger gelagert als neun Monate; Ausgangsprodukt für die Herstellung von anderen Buttererzeugnissen, weiter unterteilt je nach Fettgehalt; Kochbutter wird oft in Backwaren verwendet
- Käsereibutter: aus pasteurisiertem Milch- und Sirtenrahm
- Bratbutter („eingesottene“ Butter): entwässerte Butter, für hohe Temperaturen geeignet

## Buttererzeugnisse
Neben der reinen Butter sind zahlreiche Erzeugnisse im Handel, die Butter als Haupt- oder Nebenbestandteil enthalten.

### Butterschmalz
Butterschmalz (ausgelassene Butter) ist aus Butter durch Entfernen von Wasser, Milcheiweiß und Milchzucker gewonnenes Butterreinfett.

### Fraktioniertes Butterfett
Durch Kristallisation wird die Butter in einen hoch- und einen niedrigschmelzenden Teil zerlegt. Sie dient etwa als Ziehfett („Ziehbutter“) oder dazu, die Konsistenz von Halbfettbutter zu verbessern.

### Buttermischungen
Im Handel sind zahlreiche Buttermischungen erhältlich. Die nachfolgende Liste erhebt keinen Anspruch auf Vollständigkeit. Alle diese können auch selbstgemacht werden. Darüber hinaus existieren zahlreiche weitere Rezepte für Buttermischungen. Buttermischungen sind eine beliebte Beigabe zu Gebratenem und Gegrilltem anstelle von Soße, dienen zum Verfeinern von Gekochtem und Gedünstetem oder zum Würzen und Aufmontieren von Suppen und Soßen. Sie werden für Fisch und Fleisch ebenso verwendet, wie für Gemüse, Eier, Nudeln oder Reis.
- Kräuterbutter ist eine mit Kräutern gemischte Butter. Als Schneckenbutter bezeichnet man eine spezielle Kräuterbutter, die für Weinbergschnecken Verwendung findet.
- Pfefferbutter ist mit grünem Pfeffer gewürzt.
- Knoblauchbutter besteht aus Butter und zerkleinertem Knoblauch.
- Trüffelbutter enthält Trüffelstücke und gehört zu den teuersten Butterprodukten. Fertige Trüffelbutter erhält ihr Aroma allerdings oft durch künstliche Aromastoffe.
- Hummerbutter ist eine Mischung aus Butter und Hummerfleisch.
- Sardellenbutter besteht aus Butter und fein zerkleinerten gesalzenen Sardellen oder Sardellenpaste.
- Café-de-Paris-Butter enthält neben einer Vielzahl von Kräutern und Gewürzen auch Cognac und Sardellen.
- Salzbutter ist leicht gesalzene Süßrahmbutter
- Schokoladenbutter ist eine Buttermischung mit Schokolade und Zucker. Sie wird u. a. in den Niederlanden (Chocoladeboter) hergestellt.

### Weitere Buttererzeugnisse
Da Butter teurer ist als andere, insbesondere pflanzliche, Fette, wird sie häufig durch diese ersetzt. Der Buttergeschmack kann durch künstliche Aromen teilweise nachgeahmt werden. Künstliche Aromen werden auch bei sogenannten „Light-Produkten“ verwendet, bei denen auf Butter und Butterschmalz wegen ihres hohen Energiegehalts verzichtet wird.
- Buttergebäck ist süßes oder salziges Gebäck mit einem deutlichen Anteil an Butter, z. B. Bamberger Hörnchen oder das schottische Shortbread. Letzteres kann 30 % Butter enthalten.
- Schmalzgebäck wird in Butterschmalz schwimmend ausgebacken, z. B. Berliner. Allerdings werden dafür auch oft pflanzliche Fette eingesetzt.
- Kuchen- und andere Teige:  Rezepte geben oft Butter an. Bei Fertigprodukten werden jedoch eher Pflanzenfette verwendet. Das gilt auch für den bekannten Blätterteig und Plunderteig.

## Die größten Butterproduzenten
Im Jahr 2020 wurden weltweit 6.080.453 Tonnen Butter (aus Kuhmilch) produziert. Die 15 größten Produzenten stellten zusammen 74,2 % davon her. Die Werte für die Schweiz und Österreich wurden zum Vergleich aufgeführt.
| Rang | Land               | Produktion (in t) | Rang | Land                   | Produktion (in t) |
| ---- | ------------------ | ----------------- | ---- | ---------------------- | ----------------- |
| 1    | Vereinigte Staaten | 973.141           | 10   | Vereinigtes Königreich | 200.000           |
| 2    | Deutschland        | 497.300           | 11   | Iran                   | 196.857           |
| 3    | Neuseeland         | 483.859           | 12   | Belgien                | 122.830           |
| 4    | Frankreich         | 417.540           | 13   | Belarus                | 119.530           |
| 5    | Irland             | 293.900           | 14   | Kanada                 | 118.235           |
| 6    | Russland           | 269.216           | 15   | Brasilien              | 113.000           |
| 7    | Polen              | 243.390           |      | …                      |                   |
| 8    | Türkei             | 241.964           | 25   | Schweiz                | 41.325            |
| 9    | Niederlande        | 220.710           | 29   | Österreich             | 37.910            |

In Europa wurden insgesamt etwa 3,0 Millionen Tonnen Butter aus Kuhmilch produziert. Die größten Produzenten waren hier Deutschland, Frankreich und Irland.
Siehe auch: Milch („Weltproduktion von Kuhmilch“) und Käsesorten nach Herkunftsländern

## Sprachliches
Neben Butter (auch Smör genannt) findet sich auch das im Alemannischen verwendete Wort Anken (vgl. althochdeutsch anko, mittelhochdeutsch anke). In manchen oberdeutschen und westmitteldeutschen Dialekten führt Butter den männlichen Artikel, was teils dem grammatikalischen Geschlecht von Anken geschuldet sein mag („der“ Butter wie „der“ Anken); teils – da der Butter weit über das Gebiet hinausgreift, in dem Anken verbreitet ist oder war – auf die sonst für maskuline Wörter typische Endung -er zurückzuführen ist.
Alles in (bester) Butter ist eine Redewendung und bedeutet etwa Alles in Ordnung. Sie bezieht sich wahrscheinlich auf frühere Hinweise, dass Speisen mit guter Butter anstatt billiger Fette zubereitet wurden. Nach einer häufig kolportierten Entstehungsgeschichte wurden im alten Venedig teure Gläser für den Transport mit Kutschen über die Alpen in warme, flüssige Butter eingelegt. Diese verfestigte sich und schützte so das zerbrechliche Gut. Für diese Geschichte gibt es keine authentischen Belege.
Die Butter vom Brot nehmen ist eine Redewendung, die besagt, dass jemandem etwas weggenommen wird; meist verwendet in der Form sich nicht die Butter vom Brot nehmen lassen – will sagen: nicht bereit sein, durch einen anderen verursachte Minderungen oder Einschränkungen kampflos hinzunehmen.
Butter bei die Fische ist eine Redewendung und bedeutet die Aufforderung, Klartext zu reden, zur Sache zu kommen oder etwas anzupacken. Die Herkunft der Redewendung wird darin gesehen, dass gebratener oder gebackener Fisch oft mit einem Stückchen Butter serviert wird, das erst kurz vor dem Essen auf den heißen Fisch gegeben wird, damit es nicht zerläuft. Sobald Butter bei die Fische gegeben wurde, kann gegessen werden, man kommt endlich zur Sache.
Die Bezeichnung Schmetterling geht darauf zurück, dass Schmetterlinge früher in Verdacht standen, vom „Schmetten“, dem Milchrahm, zu fressen (siehe zur Wortherkunft Schmand). Daran schließen sich auch die früher in Nord- und Mitteldeutschland vorkommenden Bezeichnungen Butterflieg, Schmandlecke, Botterlicker, Molketewer, Molkendew sowie das englische butterfly an. Dieses wurde mit dem Volksaberglauben vermischt, dass sich Hexen in Schmetterlinge verwandelten, um den Bauern Rahm oder Butter zu stehlen oder zu verderben.
Der Ausdruck gute Butter stammt aus der ersten Hälfte des 20. Jahrhunderts. „Gute“ (gemeint ist echte) Butter war für viele Menschen wegen der Fettlücke kaum erschwinglich und in Kriegs- und Krisenzeiten selten erhältlich. Während man normalerweise auf einfache Margarine oder Ersatzfettkombinationen zurückgriff, war die Verwendung von guter Butter besonderen Gelegenheiten vorbehalten und die billige Margarine wurde als Butter bezeichnet.